# Per saltum
Per saltum es una locución latina que significa por salto.
Es una herramienta legal que opera una vez que una causa tiene sentencia del juzgado competente de primera instancia. Si la causa reviste gravedad institucional, las partes apelantes pueden llevar el caso directamente al máximo tribunal evitando pasar por la segunda instancia. Ello supone darle una pronta atención por parte de la cúspide del poder judicial a los asuntos que afectan la vida de los individuos y que requieren de una rápida respuesta.

## Antecedente
En la antigua Roma, durante el proceso extraordinario, que comenzó a regir en el Bajo Imperio, se permitía al emperador resolver per rescriptum las cuestiones que aparecían con sentencias entendidas como injustas por la parte que era perjudicada, siendo llevadas a su conocimiento sin pasar por la etapa de la apelación ante los magistrados. El emperador luego de resolver por rescripto la cuestión, la devolvía al juez de primera instancia con las instrucciones de cómo debía resolverla.

## Regulación

### Argentina
Si bien ya estaba presente en el campo jurídico del derecho argentino, obtuvo regulación legal hacia el final del año 2012 al ser incorporado al Código Procesal Civil y Comercial de la Nación mediante la ley 26.790.
Se dispone su procedencia en el artículo 257 bis de dicho código, el cual dicta: 

Procederá el recurso extraordinario ante la Corte Suprema prescindiendo del recaudo del tribunal superior, en aquellas causas de competencia federal en las que se acredite que entrañen cuestiones de notoria gravedad institucional, cuya solución definitiva y expedita sea necesaria, y que el recurso constituye el único remedio eficaz para la protección del derecho federal comprometido, a los fines de evitar perjuicios de imposible o insuficiente reparación ulterior.